# Die Falle von Tula
Die Falle von Tula (Originaltitel: The Trap) ist ein US-amerikanischer Kriminalfilm des Regisseurs Norman Panama für die Produktionsfirmen Heath Productions und Parkwood Enterprises aus dem Jahr 1959 mit Richard Widmark, Lee J. Cobb, Tina Louise und Earl Holliman in den Hauptrollen.

## Handlung
Der bekannte Anwalt Ralph Anderson kommt nach zehn Jahren zurück in seine Heimatstadt Tula, allerdings nicht ganz freiwillig, denn ein Mann namens Victor Massonetti, der einer großen Organisation vorsteht und von der Polizei steckbrieflich wegen Mordes gesucht wird und auf dessen Person ein Kopfgeld von 15.000 Dollar ausgesetzt sind, hat ihn mit Hilfe seines alten Freundes Davis und seiner Helfershelfer genötigt, ihn per Flugzeug außer Landes zu schaffen. Ralph Andersons Vater und Bruder sind pikanterweise die Sheriffs in Tula und in der Not in der Lage, ihre Leute vom bewachten Flughafen abzuziehen. Als ihn sein Sohn in der Notlage um diesen Gefallen bittet, Victor Massonetti entkommen zu lassen, willigt sein Vater widerwillig ein, und die Verachtung für seinen Sohn, der in all den Jahren nichts von sich hören ließ, weil man damals im Streit geschieden war, ist groß. Ralphs Bruder Tippy Anderson ist derweil zum Trinker verkommen, weil seine Frau Linda ihn nicht wirklich liebt, sie liebt immer noch Ralph Anderson, der damals aber die Stadt und Linda verließ, nun nach Ralphs Erscheinen ist sie sich ihrer Gefühle völlig sicher, packt endgültig ihre Koffer und verlässt ihren Mann Tippy und die Stadt Tula. Sheriff Tippy, der seine Frau jetzt erst recht etwas beweisen will, versucht Massonetti selbst festzunehmen, da sich das Sheriffsbüro genau gegenüber vom Hotel befindet, in das Massonetti sich zurückgezogen hat, um auf das Flugzeug außerhalb der Stadt zu warten, was ihn später abholen kommen soll. Ralph Anderson muss notgedrungen mit ihm warten.
Als Tippy seinen Plan, Massonetti mit seinen beiden Hilfssheriffs dingfest zu machen umsetzen will, läuft sein Vater auf das Hotel zu, um seinen Sohn Ralph zu warnen. Zu spät, einer der Gangster zieht eine Pistole und verwundet Sheriff Lloyd Anderson schwer. Ralph kann dem Gangster danach die Waffe entreißen und den fliehenden Massonetti festnehmen. Aber sein Vater ist tödlich getroffen und stirbt im Staub der Straße vor dem Eingang zum Hotel. Während sich die beiden Brüder gegenseitig für den Tod des Vaters verantwortlich machen, will Tippy Massonetti solange im Gefängnis behalten, bis Hilfe eintrifft und er die Belohnung kassieren kann. Doch die Telefonleitungen nach Tula wurden vorher von den Gangstern gekappt und nur eine Straße führt aus der Stadt. Ralph kann die beiden Hilfssheriffs überreden, Massonetti aus der Stadt zu schaffen, wohlwissend, dass die Gangster auf der Lauer liegen und nur darauf warten, ihren Boss mit Gewalt zu befreien. So will man Massonetti in die nächste Stadt schaffen. Ein Streifenwagen fährt hundert Meter voraus, im zweiten Wagen sitzen Massonetti, Ralph, Tippy und Hilfssheriff Karger, der den Wagen fährt. Während der Fahrt versucht Massonetti einen Keil zwischen die beiden zerstrittenen Brüder zu treiben. Nach einigen Meilen durch die Wüste, ist plötzlich der Streifenwagen mit Eddie hinter der nächsten Kurve verschwunden, als man die Kurve erreicht, liegt der Streifenwagen des Hilfssheriffs bereits auf dem Dach, der Wagen hat sich überschlagen und ist eine Böschung hinuntergestürzt, Eddie liegt tot, mit einer Kugel in der Stirn, neben dem Fahrzeug im Staub. Ralph will, dass Massonetti auf dem elektrischen Stuhl landet für den Mord an seinem Vater und den Tod des Hilfssheriffs. Derweil bietet Massonetti Tippy im Auto den Umschlag mit den 25.000 Dollar Bestechungsgeld an, das als Vergütung für Ralph gedacht war, dieser aber ausgeschlagen hatte. Aber auch Tippy verzichtet nach einem kurzen Moment des Abwägens verächtlich auf das Geld. Massonetti deponiert nun seinerseits den Umschlag hinter dem Rücksitz des Wagens in Anwesenheit von Tippy.
Nachdem Ralph und Karger wieder beim Wagen sind, setzt man die gefährliche Fahrt fort, in der Hoffnung, unbeschadet die nächste Stadt erreichen zu können, die 70 Meilen entfernt liegt, da überholt sie in der Luft ein Flugzeug. Nachdem die Dämmerung eingesetzt hat, stößt man unvermittelt auf der einsamen Wüstenstraße auf ein verlassenes Fahrzeug, es gehört Linda, doch von dieser fehlt jede Spur. Tippy rastet aus und will seine Frau suchen, die ihn verlassen hat, da fallen Schüsse und man verlässt in Panik den Wagen. Karger bricht von Schüssen tödlich getroffen zusammen. Ralph und Tippy nehmen Deckung und versuchen die Gangster in der Dämmerung zu entdecken. Beim Versuch, sich die Waffe des toten Hilfssheriffs zu greifen, wird der in Handschellen gefesselte Massonetti von Ralph niedergeschlagen. Als weitere Schüsse fallen, schießt Ralph gezielt auf den Gangsterboss mit der Warnung an die Gangster, dass der nächste Schuss ihren Chef töten wird. Dieser verliert die Nerven und befiehlt seinen Komplizen auf Geheiß von Ralph, Linda gehen zu lassen. Diese wird tatsächlich von den Banditen laufen gelassen und sie sinkt erleichtert hinter dem Auto in Ralphs Arme. Der eifersüchtige Tippy macht beiden eine Szene und nachdem Massonetti weitere verbal vergiftete Pfeile gegen Tippy abgeschossen hat, will dieser sich mit dem Auto absetzen, doch sein Bruder Ralph verwehrt ihm die Flucht. Er braucht ihn noch, um den Gangsterboss abzuliefern.
Es wird eine lange heiße Nacht, in der sich Linda und Ralph geistig und körperlich wieder näher kommen. Als der Morgen kommt, sind die Banditen mit Lindas Wagen verschwunden. Bei helllichtem Tage erkennt man, dass bei der Schießerei am Vorabend einer der Vorratswassertanks im Kofferraum des Wagens getroffen wurde. Man versucht nun mit dem Auto die nächste Wasserstelle in zehn Meilen Entfernung zu erreichen. Wieder überholt sie ein Flugzeug. Als man schließlich die Raststation in der Wüste erreicht, ist der einzige Weg für die Weiterfahrt durch Baufahrzeuge und einen Jeep versperrt. Die vier Personen hadern mit der brütenden Hitze im Wagen, doch es hilft nichts, im Wissen, das es sich vermutlich um eine Falle handelt, verlässt Ralph das Fahrzeug, um im Inneren der Raststation nach Wasser zu suchen. Mit gezückter Waffe lässt er Massonetti vor sich hergehen. Nachdem man das Innere der Raststation inspiziert hat, sie ist leer, ruft der Anwalt Linda und Tippy hinein. Ralph entdeckt ein Telefon, doch auch diese Leitung wurde gekappt. Doch im Hintergrund der Station ist ein zweiter Apparat, als dieser plötzlich laut läutet, geht Ralph ran, es ist Davis, der den Anwalt auffordert, Massonetti umgehend freizulassen, andernfalls wird man in den nächsten 15 Minuten die Station stürmen.
Im Inneren der Station spitzt sich die Situation nun zu, weil Ralph und Linda es eher vorziehen zu sterben, als das Scheusal freizulassen. Da zieht Tippy seine Waffe, er will lieber das Geld und sein Leben und die Flucht. Ralph stellt sich vor ihn, die Waffe seines Bruders schreckt ihn nun nicht mehr. Massonetti ist für einen Moment unbeaufsichtigt und nutzt die Gunst des Augenblicks, er fällt Tippy in den Arm, ein Schuss löst sich und Ralph wird von einer Kugel in die Schulter getroffen und zu Boden geschleudert. Tippy ringt mit Massonetti um die Waffe und der Sheriff wird bei dem Handgemenge niedergeschossen. Ralph rappelt sich auf und stößt Massonetti mit dem Fuß zu Boden und nimmt dann die Waffe an sich, während Linda bei ihrem blutenden Mann kauert. Plötzlich erscheint ein Mann in der Tür und stellt sich als Edwards vor. Von ihm geht keine Gefahr aus. Er klärt Ralph auf, das niemand in den Bergen auf sie lauert, wo er gerade her kommt. Ralph beschließt Massonetti mit einem an der Raststation geparkten Jeep über eine Abkürzung in die Stadt nach Barstow zu bringen und für seinen verletzten Bruder Hilfe zu holen. Linda und Edwards bleiben beim schwer verwundeten Tippy zurück.
Nach einer halsbrecherischen Fahrt quer durch die Berge erreicht der Anwalt mit seinem Gefangenen schließlich die Hauptstraße, wo unvermittelt ein Streifenwagen mit zwei Polizisten auftaucht, nach einer kurzen Erklärung wechselt man den Wagen und der gefesselte Gangster und Ralph nehmen im Polizeiwagen Platz. Während der Fahrt erkennt Ralph seinen Irrtum, an den Dornen, die auch Linda in den Bergen am Bein trug, erkennt er an einem Bein des falschen Polizisten die Banditen aus den Bergen, doch zu spät, der Mann hinter ihm nimmt ihm die Waffe weg und befreit seinen Chef von den Fesseln. Als sie an einer weiteren Streife vorbeifahren, kann Ralph noch die Sirenen heulen lassen und die echte Polizei auf sich aufmerksam machen. Die Gangster schlagen ihn nieder und werden auf ihrer Flucht zum Flugplatz schließlich von der echten Polizei verfolgt. Bei der Abzweigung zum Flugplatz versperrt ein Lieferwagen der echten Polizei den Weg und die falschen Polizisten können zum Flugzeug entkommen, wo Davis bereits mit laufendem Motor wartet. Den verwundeten Anwalt lässt man achtlos in dem Streifenwagen zurück, als dieser wieder zur Besinnung kommt und die Situation erkennt, fährt er sofort den Streifenwagen auf die Startbahn und rammt das Flugzeug, nachdem es gewendet hat. Die Maschine überschlägt sich und fängt Feuer. Ralph zieht Massonetti aus dem brennenden Wrack. Der Tank des Flugzeugs explodiert und tötet Davis und die falschen Polizisten. Massonetti ist wieder überwältigt und wird von den echten Polizisten festgenommen. Nachdem man den Anwalt verarztet hat, fährt man ihn zurück in die Berge. Dort wartet bereits Linda. Der Körper von Tippy wird derweil bereits in einen Wagen verfrachtet, er hat es nicht geschafft. So sind Ralph und Linda nun füreinander frei.

## Produktionsnotizen
Die Szenenbilder stammen von Sam Comer und Ray Moyer. Für die Kostüme zeichnete Edith Head verantwortlich, und die Leitung über die Maske hatte Wally Westmore. Drehorte des Films lagen in Südkalifornien in den USA.

## Kritiken
„Erpresserische Machenschaften eines Verbrechersyndikates lösen bei einem Sheriff Ehe- und Familienkonflikte aus, die ihn zum erbarmungslosen Kampf gegen die Bande führen. Wirkungsvoller Kriminalfilm in Westernszenerie.“